# 邁諾特 (北達科他州)

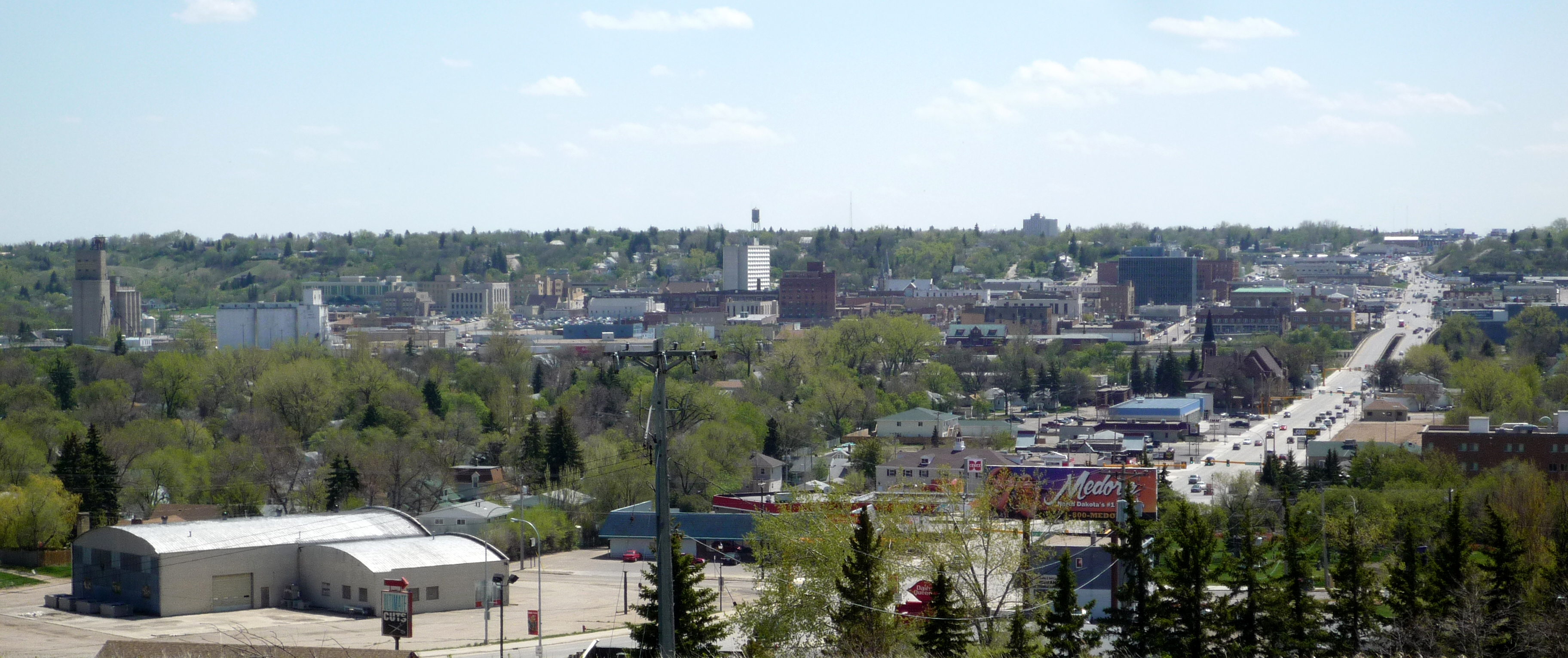
邁諾特

邁諾特（英語：Minot）是美國北達科他州沃德縣縣治。2000年人口36,567人，是該州第四大城市。
1887年6月28日設市，城名紀念大北方鐵路行政總裁詹姆斯·希爾的朋友、鐵路測量員亨利·戴維斯·邁諾特。

## 姐妹城市
- 挪威希恩
- 加拿大穆斯喬